# Hessen-Wanfried
Die Landgrafschaft Hessen-Wanfried war von 1667 bis 1755 ein teilunabhängiges Fürstentum, regiert von der Nebenlinie Hessen-Rotenburg des Hauses Hessen unter Oberhoheit der Landgrafen von Hessen-Kassel.

## Geschichte

### Vorgeschichte (1627–1676)
Ausgangspunkt dieser Mediat-Landgrafschaft war eine Verfügung des Landgrafen Moritz von Hessen-Kassel, die er kurz vor seiner Abdankung seinem ältesten Sohn und Nachfolger Wilhelm V. von Hessen-Kassel auferlegte. Auf Betreiben seiner zweiten Ehefrau Juliane von Nassau-Dillenburg bestimmte er, dass ein Viertel seines Landes, die sogenannte „Rotenburger Quart“, als teilsouveränes Paragium an die Söhne aus dieser zweiten Ehe überlassen werden sollte. Von diesen erhielt Hermann das Gebiet Rotenburg, Friedrich das Gebiet um Eschwege und Wanfried, und Ernst die ehemalige Untergrafschaft Katzenelnbogen.
Nach dem frühen Tod seiner Brüder Friedrich († 1655) und Hermann († 1658) fiel die gesamte „Quart“ an Ernst. Dieser, in ständigen finanziellen Schwierigkeiten, schloss mit dem französischen König Ludwig XIV. einen Geheimvertrag ab, worin er diesem gegen hohe Rentenzahlungen Burg Rheinfels zu überlassen versprach. Landgraf Karl von Hessen-Kassel erfuhr von diesem landesverräterischen Vorhaben, eroberte die Burg im Handstreich und verteidigte sie, mehrmals schwer belagert, gegen die Franzosen. Ernst übertrug den östlichen Teil der „Rotenburger Quart“ seinen Söhnen: Wilhelm erhielt Rotenburg und Karl bekam Eschwege und Wanfried.

### 1676 bis 1731
Karl von Hessen-Wanfried bezog 1676 das Wanfrieder Schloss als Residenz. Das Gebiet der kleinen Landgrafschaft entsprach in etwa dem des heutigen Werra-Meißner-Kreises, schloss jedoch auch  ein Drittel der Ganerbschaft Treffurt mit ein. 
Von Karls sieben Söhnen lebten bei seinem Tod 1711 nur noch zwei: Wilhelm (aus erster Ehe) und Christian (aus zweiter Ehe). Wilhelm war Domherr in Köln und Straßburg. Zunächst übernahm daher der jüngere Bruder Christian die Herrschaft, doch dann kam es zum Streit mit seinem Halbbruder Wilhelm und beider Onkel Wilhelm „dem Älteren“ von Hessen-Rotenburg.  Der Streit musste vom Kaiser geschlichtet werden. Christian verzichtete auf die Regentschaft, erhielt dafür, nach Auflösung der Verpfändung, das Schloss Eschwege sowie eine jährliche Apanage von 7.500 Gulden. 
Wilhelm von Hessen-Wanfried regierte von 1711 bis 1731. 1716 stellte er den Antrag, ihn wegen drohenden Aussterbens des Geschlechtes in den Laienstand zurückzuversetzen. Er heiratete am 19. September 1719 Ernestine Theodora von Pfalz-Sulzbach, Tochter des Herzogs Theodor Eustach von Pfalz-Sulzbach. Die Verbindung blieb kinderlos.  1718 wurde ihm der Besitz der Burg Rheinfels zugesprochen, und er nannte sich danach Landgraf von Hessen-Rheinfels. Nach seinem Tod 1731 verblieb seine Witwe zunächst auf Schloss Rheinfels, wurde dann jedoch Priorin des Klosters Neuburg an der Donau, wo sie am 14. April 1775 verstarb.

### 1731 bis 1755
Nachfolger Wilhelms wurde wieder sein jüngerer Bruder Christian. Nach dem Tod des Bruders 1731 stand dieser als letzter männlicher Namensträger an der Spitze des Hauses Hessen-Wanfried. Er war verlobt mit Maria Auguste, Tochter des Fürsten Anselm Franz von Thurn und Taxis. Der Kaiser aber veranlasste die Aufhebung des Verlöbnisses. Aus politischen Gründen wurde die Braut mit dem Herzog von Württemberg vermählt. Christian trauerte lange seiner großen Liebe nach. Erst 42-jährig schloss er eine Ehe mit seiner Nichte Maria Franziska von Hohenlohe-Bartenstein (Tochter seiner Schwester Sophie Leopoldine). Die Ehe blieb kinderlos. Wegen eines erneuten Angriffs 1734/35 der Franzosen auf Burg Rheinfels wurde das Besatzungsrecht der Burg endgültig an Hessen-Kassel abgetreten und verblieb dort. Christian verlegte seinen Sitz nach 1731 nach Wanfried und später wieder von Wanfried nach Eschwege. Er nannte sich nach seiner zugewiesenen Residenz seit 1711 Christian von Hessen-Eschwege. Er starb an einem Schlaganfall auf der Treppe der Kirche in Eschwege am 21. Oktober 1755.
Sämtliche Familienangehörigen waren seit dem 1652 erfolgten Übertritt von Landgraf Ernst von Hessen-Rheinfels katholischen Glaubens.
Nach dem Aussterben der Linie Hessen-Wanfried im Mannesstamm 1755 fiel die Landgrafschaft an die Linie Hessen-Rotenburg. Als auch diese 1834 in männlicher Linie erlosch, fiel die ganze Quart an das Stammhaus Hessen-Kassel zurück.

## Titulierungen
Es existieren unterschiedliche Titulierungen, die sich an dem Besitzstand an Ländereien oder den jeweiligen Residenzen orientierten. Beispiel: Landgraf Wilhelm hatte anfangs den Titel „Hessen-Wanfried“, nach Zuweisung 1711 von Rheinfels an Hessen-Wanfried folgte „Hessen-Wanfried-Rheinfels“, dann einfach „Hessen-Rheinfels“. Sein Halbbruder Christian nannte sich ebenfalls nach seiner Residenz ab 1711 „Hessen-Eschwege“.

## Die regierenden Landgrafen auf dem Gebiet der Landgrafschaft Hessen-Wanfried
- Friedrich von Hessen (* 1617; † 1655); Landesherr Hessen-Eschwege 1627–1655
- Ernst von Hessen-Rheinfels-Rotenburg (* 1623; † 1693); Landesherr Hessen-Rotenburg 1655–1667; ab 1676 Landesherr der Gesamtquart
- Karl von Hessen-Wanfried (* 1649; † 1711); Landesherr Hessen-Wanfried 1676–1711; ab 1693 Landesherr Hessen-Rheinfels
- Wilhelm (der Jüngere) von Hessen-Wanfried (* 1671; † 1731); Landesherr Hessen-Wanfried(-Rheinfels) 1711–1731
- Christian von Hessen-Wanfried (* 1689; † 1755); Landesherr Hessen-Eschwege(-Rheinfels) 1711 und 1731–1755
- Konstantin von Hessen-Rotenburg; 1755–1778 Landesherr der Gesamtquart Hessen-Rotenburg

In der Folgezeit gehörte das Gebiet bis 1834 zur Gesamtquart Hessen-Rotenburg, danach zu Hessen-Kassel.